# Aszur-taklak (eponim)
Aszur-taklak (akad. Aššur-taklāk, w transliteracji z pisma klinowego zapisywane maš-šur-tàk-lak; tłum. „W Aszurze pokładam zaufanie”) – wysoki dostojnik (funkcja nieznana) za rządów asyryjskiego króla Adad-nirari II (911-891 p.n.e.); z asyryjskich list i kronik eponimów wiadomo, iż w 904 r. p.n.e. sprawował urząd limmu (eponima).